# A103高速公路 (法国)
A103高速公路是法国的一条高速公路，全长1.0千米，1969年12月1日全线通车。A10始于努瓦西勒塞克（Noisy-le-Sec），终于罗尼苏布瓦（Rosny-sous-Bois）。